# Nina Lykke (Geschlechterforscherin)
Nina Lykke (* 1949 in Kopenhagen) ist eine dänische Kultur- und Geschlechterwissenschaftlerin. Ihre Forschung konzentriert sich auf feministische Theorie, Intersektionalität und Kulturwissenschaften.

## Biografie
Nina Lykke studierte Vergleichende Literaturwissenschaft. Seit ihren ersten Veröffentlichungen im Jahr 1974 beschäftigte sie sich mit dem Verständnis von Geschlecht, Körper, Technologie, Natur und Kultur aus einer feministischen Perspektive. Sie erhielt 1981 an der Universität Kopenhagen den Grad mag.art. (mit einer deutschen Promotion vergleichbar) in vergleichenden Literaturwissenschaften. 1992 erhielt sie mit einer Dissertation zum Thema Feminismus und Psychoanalyse einen dänischen (höheren) Doktorgrad.
Von 1984 bis 1999 war sie Direktorin des Zentrums für Frauen- und Geschlechterforschung an der Syddansk Universitet, dem ersten seiner Art in Dänemark, und erhielt 1986 den Titel einer außerordentlichen Professorin. Im Jahr 1999 wurde sie zur Professorin für Geschlechterwissenschaften an der schwedischen Universität Linköping berufen, wo sie auch als Direktorin des Geschlechterwissenschaftsprogramms wirkte. Sie erhielt 2008 den Titel eines Distinguished Professor.
Ihr wurde im Jahr 2016 die Ehrendoktorwürde der Universität Karlstad verliehen.

## Schriften
- Rotkäppchen und Ödipus. Zu einer feministischen Psychoanalyse, übersetzt aus dem Dänischen von Margit Sramek, Passagen Verlag, Wien 1993, ISBN 978-3-85165-073-0
- Monsters, Goddesses and Cyborgs. Feminist Confrontations with Science, Medicine and Cyberspace (mit Rosi Braidotti), Zed Books, London 1996, ISBN 978-1-85649-382-6
- Cosmodolphins. Feminist Cultural Studies of Technology, Animals and the Sacred (mit Mette Bryld), Zed Books, London 2000, ISBN 978-1-85649-815-9
- Hrsg. mit Anneke Smelik: Bits of Life. Feminism at the Intersections of Media, Bioscience, and Technology, University of Washington Press 2008, ISBN 978-0-295-98809-2 (Inhaltsangaben zum Download, Project Muse)
- Genusforskning. En guide till feministisk teori, metodologi och skrift, Liber, Stockholm 2009,  ISBN 978-91-47-09374-8 (Schwedisch)
  - Auf Dänisch: Kønsforskning. En guide til feministisk teori metodologi og skrift, Samfundslitteratur, Kopenhagen 2008, ISBN 978-91-47-09374-8
- Feminist Studies. A Guide to Intersectional Theory, Methodology and Writing, Routledge, New York 2010, ISBN 978-0-415-51658-7 (teilweise einsehbar bei Google Books; Review)